# Dipòsit de les Aigües del Parc de la Ciutadella
El Dipòsit de les Aigües del Parc de la Ciutadella és un edifici de Barcelona catalogat com a bé cultural d'interès nacional. Des del 1999 forma part de la biblioteca de la Universitat Pompeu Fabra i conté col·leccions especials de fons bibliogràfics.

## Història i descripció
Va ser projectat el 1874 pel mestre d'obres Josep Fontserè i Mestre com a dipòsit de les aigües que regulaven el cabal de la cascada i el regadiu del parc de la Ciutadella, però no fou inaugurat fins al 1880. Antoni Gaudí, estudiant en el moment de la construcció, hi va participar en l'informe i càlcul de capacitats i elements de suport.
Va ser construït en planta quadrangular a model d'una estructura romana (la piscina Mirabilis de Nàpols). Es va optar per l'obra de maçoneria en comptes dels pilars de fosa per les grans carregues que havia (més de 10.000 tones d'aigua) i la seva gran alçada, que respon a la necessitat de fer arribar l'aigua fins a la cascada, ajudada també per màquines de bombeig que funcionaven a vapor (encara es conserva la xemeneia). El dipòsit es va situar, sobrealçat, al centre mateix de l'edifici; feia 15 x 15 m i 2 m d'alçària i estava aixecat mitjançat columnes de fosa de 10 m. Se sosté mitjançant una estructura formada per fileres paral·leles de murs portants, d'1 m de gruix, perforades per arcs de mig punt de 14 m d'alçària, enllaçats entre si per voltes de canó de 4 m d'ample. Les perforacions, de gran alçaria i coronades amb arcs, confereixen a les restes de parets que queden entre si l'aspecte de pilars independents. A les quatre cantonades hi ha les torres, amb galeria a la part superior i coberta piramidal, que fan de miradors i estan comunicats entre sí per un pas. A la façana destaquen les arcades i contraforts.
Durant l'Exposició Universal de 1888, la cisterna va ser habilitada per a fer alguns trajectes en barca, tal com mostren imatges de l'època. La comunicació amb el parc es feia mitjançant una passarel·la metàl·lica temporal, les restes de la quan encara són visibles al mur del parc al carrer de Wellington. L'interior ha tingut infinitat d'usos, entre els quals destaquen com a hospici i asil municipal entre els anys 1896 i 1977 (a la porta d'accés del carrer de Wellington es pot llegir la inscripció Asilo Municipal del Parque), magatzem dels bombers, vestidor i parc mòbil de la Guàrdia Urbana, arxiu de justícia, etc.
L'any 1988, l'Ajuntament de Barcelona va encarregar-ne la rehabilitació als arquitectes Lluís Clotet i Ignacio Paricio, i el 1992 fou adquirit per la Universitat Pompeu Fabra. El 1993 van començar les obres i el 1999 s'inaugurà com a Biblioteca General de la Universitat. El projecte guanyà el Premi Dècada 2009 de la Fundació Òscar Tusquets Blanca. Els arquitectes hi van fer neteja d'envans, falsos sostres i revestiments, per a deixarel maó al descobert. Per donar més llum a la part central de l'espai interior es va obrir una claraboia que creués les voltes del sostre i que en el dipòsit d'aigua arribés a sortir per sobre del llac artificial com una mena d'illa. Es van projectar cinc cobertes de coure quasi planes, sota cadascuna de les quals hi hauria col·locada una piràmide amb el vèrtex cap avall formada per quatre miralls triangulars; d'aquesta manera el visitant de la planta baixa veuria reflectida allà dalt l'aigua del dipòsit, i el visitant del llac artificial veuria reflectit l'enorme buit que s'obre sota els tres metres d'aigua. Per seguretat, l'aigua que emmagatzemava a la part superior es substituí per una fina làmina, de manera que es manté la imatge del terrat cobert d'aigua i es forma una estança segura intermèdia.
Per a adequar l'espai com a sala de lectura es va construir un entresolat, a 2,8 m del terra, que duplica la planta excepte en un ampli espai central. La col·laboració amb els responsables de la biblioteca va fer que es busqués com resoldre una segona dificultat: la manera de conformar, dintre d'aquesta gran estructura, espais de lectura de diverses mides, però mai excessius. La solució rau en la secció transversal, format per un tall al llarg d'un dels espais entre parets portants i en aquesta secció es disposa una combinació de taules de lectura i grups de prestatgeries que optimitzen la relació de les primeres amb la llum i asseguren la compartimentació espacial desitjada.